# ركلة جزاء
ركلة الجزاء أو ضربة الجزاء هي إحدى الضربات الحرة في قوانين كرة القدم وتأتي عقابًا للاعب في حال ارتكاب خطأ (إعاقة المنافس سواء باليد أو بالقدم – لمس الكرة باليد متعمداً) داخل المنطقة المعروفة باسم منطقة الـ18، ويتم تنفيذ الركلة من على بعد 11 متر عن خط المرمى، ويشترط عدم وجود أي لاعب من كلا الفريقين داخل منطقة الـ18 أثناء تنفيذها سوى الحارس واللاعب الذي سينفذ الركلة. يحق للاعب صاحب ركلة الجزاء أن يركل الكرة مباشرة في المرمى على أن لا يذهب مسار الكرة للخلف أثناء التنفيذ ويجوز للحارس الحركة بالعرض يميناً أو يساراً على خط المرمى ولكن لا يتقدم خط المرمى إلا بعد تنفيذ الركلة وإذا فعل ذلك يحق للحكم إعادة الركلة. إذا لم تدخل الكرة في المرمى يستكمل اللعب بطريقة عادية بعدها.

## التنفيذ
توضع الكرة على علامة الجزاء بغض النظر عن مكان وقوع الخطأ في منطقة الجزاء. اللاعب الذي ينفذ الركلة يجب أن يتم تعريفه على الحكم. يُسمح فقط لمن ينفذ الركلة وحارس مرمى الفريق المدافع بالتواجد داخل منطقة الجزاء؛ يجب أن يكون جميع اللاعبين الآخرين داخل ميدان اللعب، خارج منطقة الجزاء، خلف علامة الجزاء، وعلى مسافة لا تقل عن 9.15 م (10 ياردة) من علامة الجزاء (يُشار إلى هذه المسافة بقوس الجزاء). يُسمح لحارس المرمى بالتحرك قبل ركل الكرة ، لكن يجب أن يظل على خط المرمى بين قائمتي المرمى، مواجهًا لضرب المرمى، دون لمس العارضة أو شبكة المرمى. في اللحظة التي يتم فيها تنفيذ الركلة؛ يجب أن يكون لحارس المرمى جزء على الأقل من قدم واحدة تلامس خط المرمى أو يتماشى معه. يتم وضع الحكم المساعد المسؤول عن خط المرمى حيث يتم تنفيذ ركلة الجزاء عند تقاطع منطقة الجزاء وخط المرمى، ويساعد الحكم في البحث عن المخالفات و / أو تسجيل هدف.
يطلق الحكم الصافرة للإشارة إلى إمكانية تنفيذ ركلة الجزاء. قد يقوم المهاجم بعمل حركات تمويه (خادعة أو مشتتة للانتباه) خلال الفترة التي سبقت الكرة، لكنه قد لا يفعل ذلك بمجرد اكتمال الجولة التمهيدية. يجب أن تكون الكرة ثابتة قبل الركلة ويجب ركلها للأمام. تصبح الكرة في اللعب بمجرد ركلها وتحركها، وفي ذلك الوقت يمكن للاعبين الآخرين دخول منطقة الجزاء وقوس الجزاء. قد لا يلمس اللاعب الذي ينفذ الركلة الكرة مرة ثانية حتى يلمسها لاعب آخر من أي فريق أو يخرج من اللعب (بما في ذلك داخل المرمى).

## ركلة الجزاء الثنائية
ركلة الجزاء الثنائية أو ركلة الجزاء المزدوجة وهي ركلة تكون بين لاعبين من الفريق، حيث يقوم المسدد بالتمرير بدلاً من التسديد باتجاه المرمى، بركل الكرة للأمام قليلاً حتى يتمكن أحد أعضاء الفريق من الركض إليها والتسديد أو التمرير. تعتبر ركلة الجزاء الثنائية لعبة قانونية إذا تم تنفيذها بشكل صحيح، لأن اللاعب الذي ينفذ الركلة ليس مطلوبًا منه التسديد فقط مباشرة إلى المرمى. تعتمد هذه الإستراتيجية بشكل كبير على عنصر المفاجأة، حيث تتطلب أولاً من حارس المرمى أن يعتقد أن المهاجم سيسدد فعليًا، ثم يغوص أو يتحرك إلى جانب واحد ردًا على ذلك. ثم يتطلب الأمر أن يظل حارس المرمى بعيدًا عن موقعه لفترة كافية حتى يتمكن زميله في الفريق من الوصول إلى الكرة قبل أي مدافعين، وأن يقوم هذا الزميل بتسديد الكرة على الجانب غير المحمي من المرمى.
أول ضربة جزاء ثنائية سجلها جيمي ماكلروي وداني بلانشفلاور من أيرلندا الشمالية ضد البرتغال يوم 1 مايو 1957.  والمرة الثانية كانت بين ريك كوبنز وأندريه بيترز لآيسلندا ضد بلجيكا في تصفيات كأس العالم يوم 5 يونيو 1957. محاولة أخرى كانت بين اللاعبين ميك تريبيلكوك وجون نيومان لنادي بليموث في عام 1964. في عام 1982، قام يوهان كرويف بتنفيذ الضربة عندما كان يلعب مع أياكس، حيث قام بتمرير الكرة بدلًا من تسديدها إلى زميله في الفريق يسبر أولسن، والذي مررها بدوره مرة أخرى لكرويف، وقام بتسجيلها.
فشلا لاعبين أرسنال تييري هنري وروبير بيريز بتنفيذ ركلة جزاء مماثلة في عام 2005، وذلك خلال مباراة في الدوري الممتاز ضد مانشستر سيتي في ملعب هايبري، حيث ركض بيريس لتسديد الركلة، وحاول التمرير إلى هنري، لكنه أخطأ في تسديد الركلة وتحركت الكرة بصعوبة؛ نظرًا لأنه لمس الكرة قليلاً، ولم يستطع لمسها مرة أخرى، حيث قام مدافع السيتي سيلفان ديستان بإبعاد الكرة قبل أن يتمكن هنري من التسديد.
في 14 فبراير 2016، قام ليونيل ميسي بتنفيذ ركلة الجزاء الثنائية مع لويس سواريز ضد سيلتا فيغو بدلًا من تسديدها مباشرة، حيث مرر ميسي الكرة لسواريز عندما لم يتوقع لاعبي الخصم ذلك، وتمكن سواريز من تسجيلها بنجاح، مما سمح له بإكمال هاتريك من الأهداف.